# Owen Sound
Owen Sound ist der Sitz des Grey County, Ontario, Kanada. Der an den Mündungen von Pottawatomi und Sydenham River in die Georgian Bay gelegene Ort hat 21.341 Einwohner (Stand: 2016). 2011 betrug die Einwohnerzahl 21.688.

## Geschichte

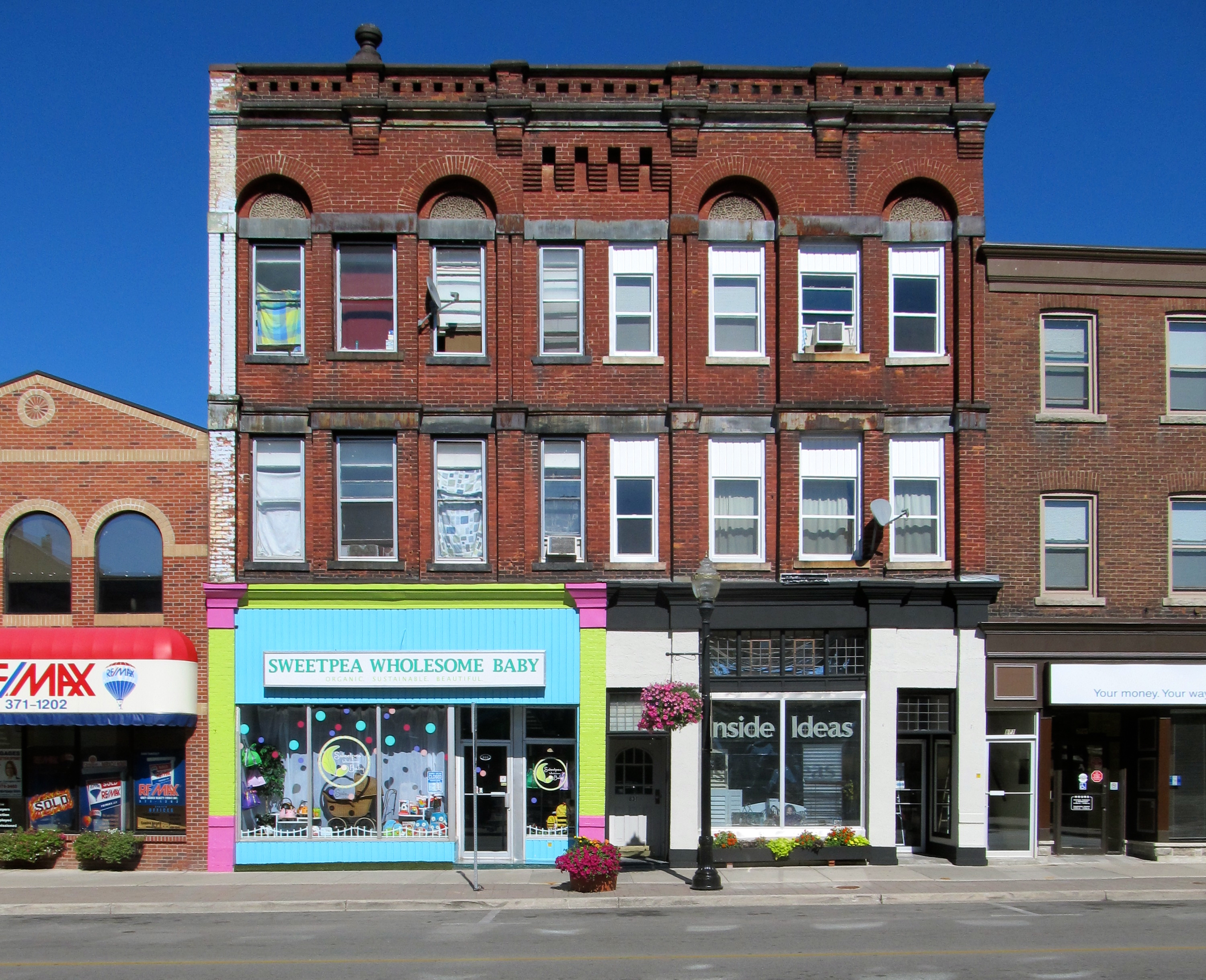
Owen Sound Second Avenue

Das Gebiet an den oberen Großen Seen wurde 1815 von William Fitzwilliam Owen und Lieutenant Henry W. Bayfield erkundet. Die Bucht wurde zu Ehren von Admiral Sir Edward William Campbell Rich Owen „Owen’s Sound“ genannt. Jener war der ältere Bruder des Erkunders Owen.

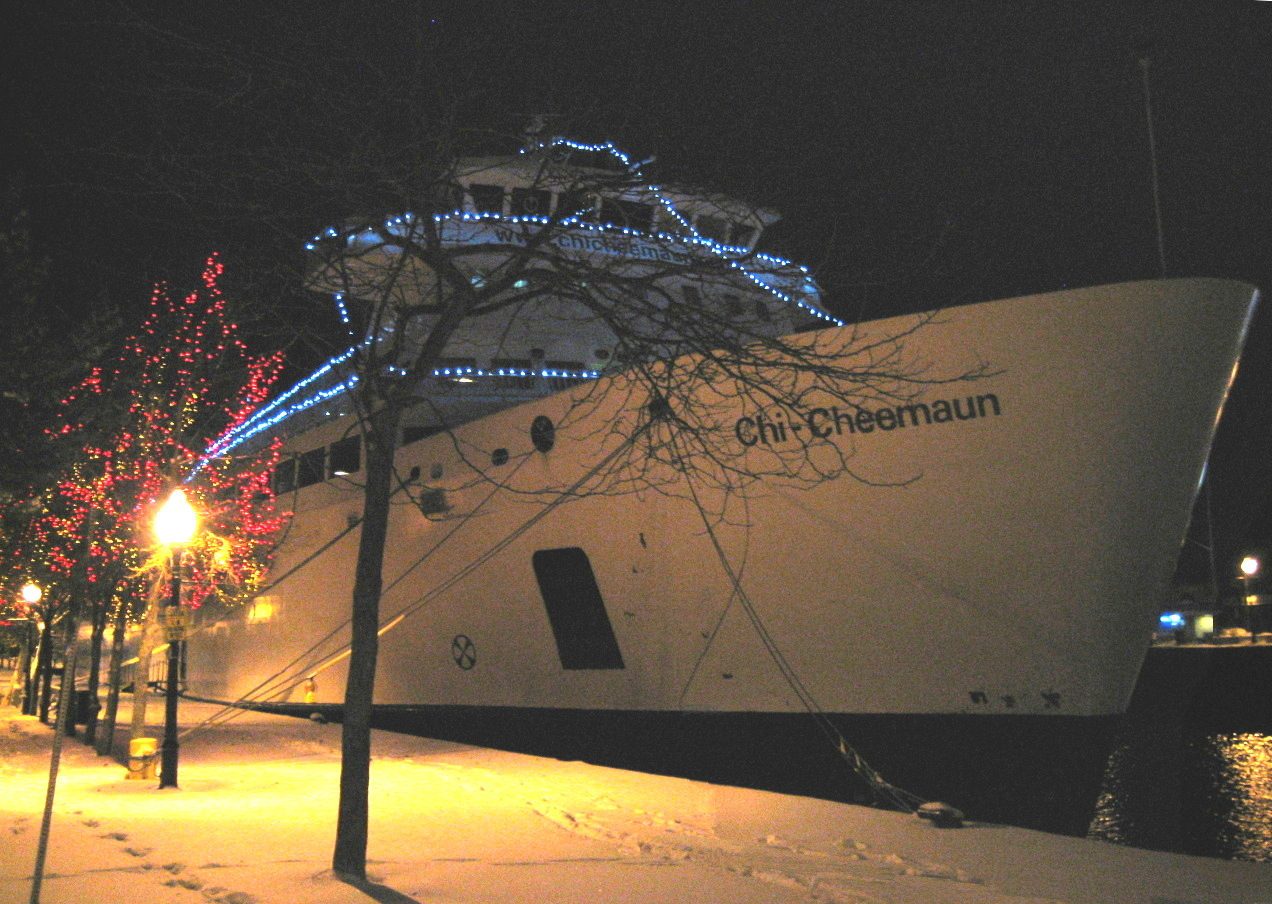
MS Chi-Cheemaun in Owen Sound.

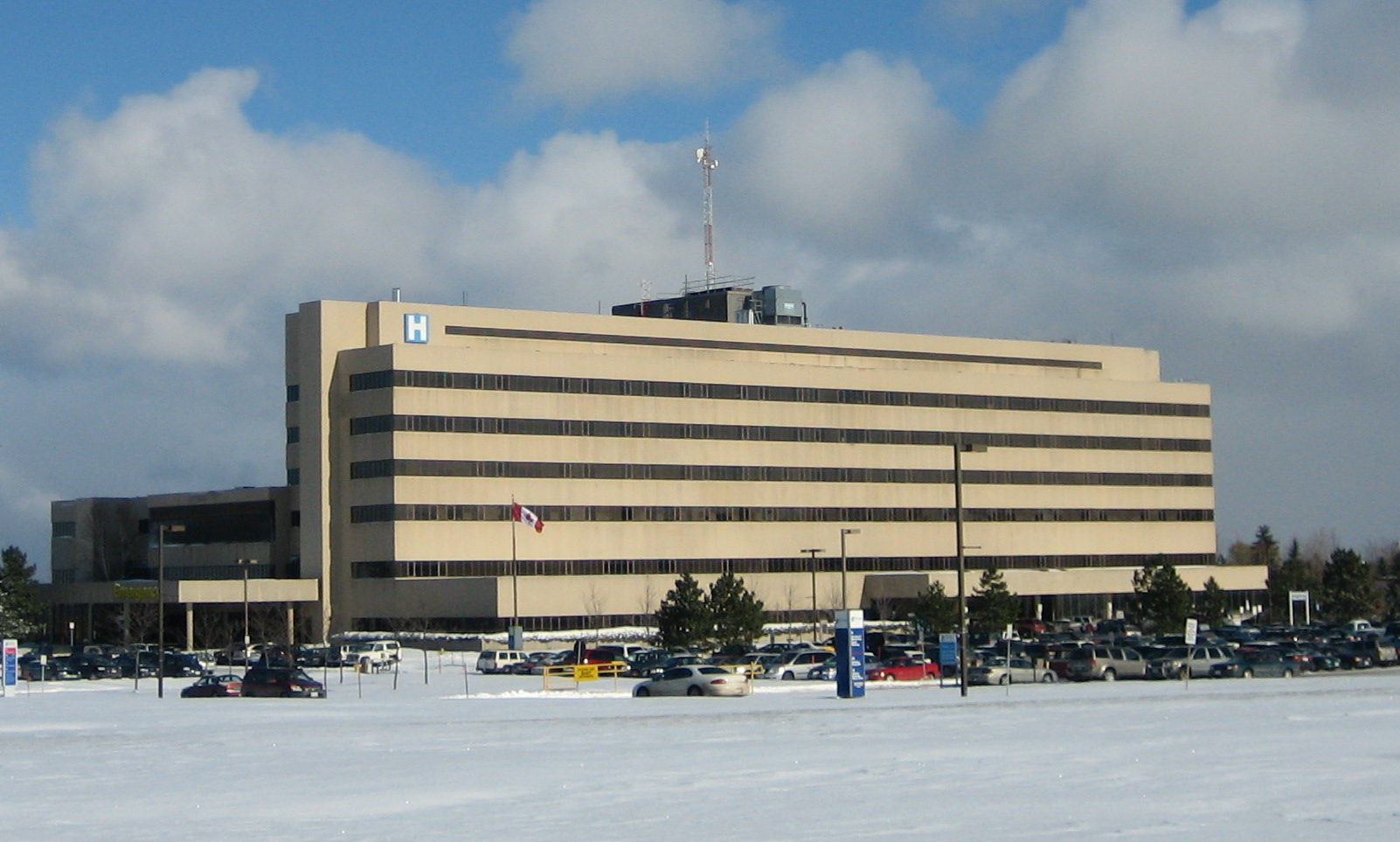
Grey Bruce Regional Hospital

Die Stadt war zunächst unter dem Namen Sydenham bekannt und wurde durch Charles Rankin 1841 besiedelt. Zuvor war das Gebiet vom Volk der Ojibway bewohnt gewesen. 1851 bekam die Stadt ihren heutigen Namen. Lange Zeit war Owen Sound eine bedeutende Hafenstadt. Sie war als „Chicago des Nordens“ bekannt. Ihre Lage an der Georgian Bay ermöglichte eine Zufahrt zu den oberen Großen Seen, und die Haupteisenbahnverbindungen transportierten Waren nach Süden. Nach der Eröffnung des Sankt-Lorenz-Seewegs erlebte der Hafen einen Niedergang. Der Seeweg ermöglicht den Schiffen eine direkte Fahrt zwischen oberen und unteren Großen Seen.
Owen Sound ist einerseits das Tor zu einer Erholungsregion und andererseits das Herz von Ontarios Rindfleisch-, Apfel- und Maisregion.

## Geografie
Die Innenstadt Owen Sounds liegt in einem tiefen Tal des Niagara-Schichtstufe.

## Wirtschaft und Bildung
In Owen Sound sind die wichtigsten Wirtschaftsbereiche das Gesundheitswesen, Produktion und verarbeitendes Gewerbe sowie das Dienstleistungsgewerbe. Im Gesundheitswesen sind über 3000 Menschen beschäftigt. Der größte Arbeitgeber in diesem Bereich ist das Grey Bruce Regional Hospital. Daneben befinden sich weitere kleinere Krankenhäuser in der Stadt verteilt. Das Produktionsgewerbe beschäftigt über 2000 Mitarbeiter in diversen Unternehmen. In der Stadt befinden sich Einzelhandelsunternehmen wie unter anderem: Sears, Walmart, Canadian Tire. Außerdem trägt auch noch der Tourismusbereich zum Wohlstand der Stadt bei.

### Bildung
In Owen Sound befindet sich ein Campus des Georgian College. Das College bietet 14 Vollzeitprogramme an zusammen mit dem angeschlossenen Great Lakes International Marine Training and Research Centre.
In Owen Sound befinden sich drei High Schools, diese führen von der Klasse 5 bis 12.

### Medien
Die Owen Sound Sun Times wird als eine Tageszeitung herausgegeben. Sie wird von Sun Media aufgelegt. In der Stadt befinden sich Sender von CTV und Global. Weitere Sender werden von größeren Kabelnetzbetreibern wie unter anderem Rogers Media und Bell Media ins Kabelnetz eingespeist. Radiosender sind unter anderem Country 93, 101.7 The One und Mix 106 angesiedelt.

## Verkehr
Der innerstädtische Personennahverkehr wird von Owen Sound Transit betrieben. Greyhound Canada betreibt eine Verbindung unter anderem nach Toronto.
An der Kreuzung der Highways 6, 10, 21 und 26, gelegen ist der Ort ein Tor zur Bruce-Halbinsel. Owen Sound besitzt einen Fährhafen.
Die Stadt verfügt mit dem Billy Bishop Regional Airport, über einen regionalen Flughafen.

## Sport
Owen Sound ist die kleinste Stadt Ontarios, die eine Mannschaft der Ontario Hockey League, einer der Ligen der Canadian Hockey League, den höchsten kanadischen Juniorenligen, beheimatet.
- Owen Sound Attack – Ontario Hockey League
- Owen Sound Greys – Mid-Western Junior Hockey League
- Owen Sound Woodsmen – OLA Senior B Lacrosse League
- Owen Sound North Stars – OLA Junior B Lacrosse League
- Owen Sound United – Mid Western Soccer League

### Ehemalige Mannschaften
- Owen Sound Mercurys – OHA Senior A Hockey League
- Owen Sound Crescents – OHA Senior A Hockey League
- Owen Sound Canadians – Northern Senior B Hockey League
- Owen Sound Trappers – OHA Intermediate A Hockey League
- Owen Sound Platers – Ontario Hockey League (jetzt Attack)
- Owen Sound North Stars – Major Series Lacrosse
- Owen Sound Crescents – Major Series Lacrosse

## Persönlichkeiten
- Elizabeth Rebecca Laird (1874–1969), Physikerin und Hochschullehrerin
- Norman Bethune (1890–1939), Arzt und Internationalist
- Billy Bishop (1894–1956), Jagdflieger des Ersten Weltkriegs
- Hap Day (1901–1990), Eishockeyspieler und -trainer
- Margaret Miller Brown (1903–1970), Pianistin und Musikpädagogin
- Billy Bishop (1906–1995), Pianist und Bigband-Leader
- Lela Brooks (1908–1990), Eisschnellläuferin
- Pat McReavy (1918–2001), Eishockeyspieler
- Harry Lumley (1926–1998), Eishockeytorwart
- Paul Thornley (* 1944), Snooker- und Poolbillardspieler
- Joan Barfoot (* 1946), Schriftstellerin und Journalistin
- Nathan Perrott (* 1976), Eishockeyspieler und -trainer
- Curtis Sanford (* 1979), Eishockeytorwart
- Chris Minard (* 1981), Eishockeyspieler
- Steve Silverthorn (* 1981), Eishockeytorwart
- Cody Bass (* 1987), Eishockeyspieler
- Jessica Cameron (* 1990), Schauspielerin

## Schwesterstadt
Die Schwesterstadt Owen Sounds ist Miamisburg.